# Vanessa Daou
Vanessa Daou (Saint Thomas, 4 ottobre 1967) è una cantante americo-verginiana.
È una cantante emergente nel panorama pop elettronico, anche se ha già prodotto diversi lavori. L'album Zipless (1995) ha contribuito notevolmente a farla conoscere nel panorama musicale.
Peter Daou, oltre ad essere suo marito è anche il produttore e autore delle canzoni da lei cantate.

## Discografia
- 1995 - Zipless
- 1996 - Slow to Burn
- 1998 - Plutonium Glow
- 1999 - Dear John Coltrane
- 2001 - Make Your Love